# Колерето Кастелнуово
Колерето Кастелнуово (итал. Colleretto Castelnuovo) је насеље у Италији у округу Торино, региону Пијемонт.
Према процени из 2011. у насељу је живело 269 становника. Насеље се налази на надморској висини од 589 м.

## Становништво
| 1936. | 1951. | 1961. | 1971. | 1981. | 1991. | 2001. | 2011. |
| ----- | ----- | ----- | ----- | ----- | ----- | ----- | ----- |
| 610   | 511   | 464   | 427   | 396   | 311   | 316   | 347   |